# Puy de Paillaret
Le puy de Paillaret est un sommet des monts Dore dans le Massif central.

## Géographie

### Situation
Le puy de Paillaret est situé dans le Puy-de-Dôme, entre les communes de Picherande et de Besse-et-Saint-Anastaise, au sud-est du puy de Sancy, en position un peu excentrée par rapport à la crête principale reliant le puy de Sancy au puy de la Perdrix dont il est séparé par le col du Couhay (1 676 mètres). C'est le sommet le plus au sud du massif.
L'accès au puy peut s'effectuer en suivant un sentier depuis le col du Couhay.

### Hydrographie
Le ruisseau de Neuffonds et la Rhue y prennent leur source.

### Géologie
Il s’agit d’un ancien dôme de lave, couronné d'andésite,.

### Faune et flore
Le puy de Paillaret abrite plusieurs milieux subalpins qui se distinguent par leur originalité par rapport au reste de l'Auvergne. On y trouve des landes subalpines, notamment celles où pousse la Camarine noire (Empetrum nigrum), des combes enneigées où prospère le Plantain des Alpes (Plantago alpina), ainsi que des formations végétales de Fétuque paniculée (Festuca paniculata), bien développées en raison de l'exposition sud et de la situation xérique du puy. Les éboulis accueillent particulièrement l'Allosore crépu (Cryptogramma crispa), tandis que le Nard raide (Cryptogramma crispa) prédomine dans la plupart des pelouses pâturées.
En ce qui concerne l'avifaune, trois espèces de la liste rouge régionale sont présentes : le Monticole merle-de-roche, le Merle à plastron et le Tarin des aulnes. Deux espèces nécessitant une surveillance sont également observées : le Pipit spioncelle et le Faucon crécerelle.

## Protection environnementale
Le puy est inclus dans le site Natura 2000 « Monts Dore » et répertorié en ZNIEFF de type 2 « Monts Dore », ainsi que dans la ZNIEFF de type 1 « Puy de Paillaret ».